# Kirche von Veggerslev

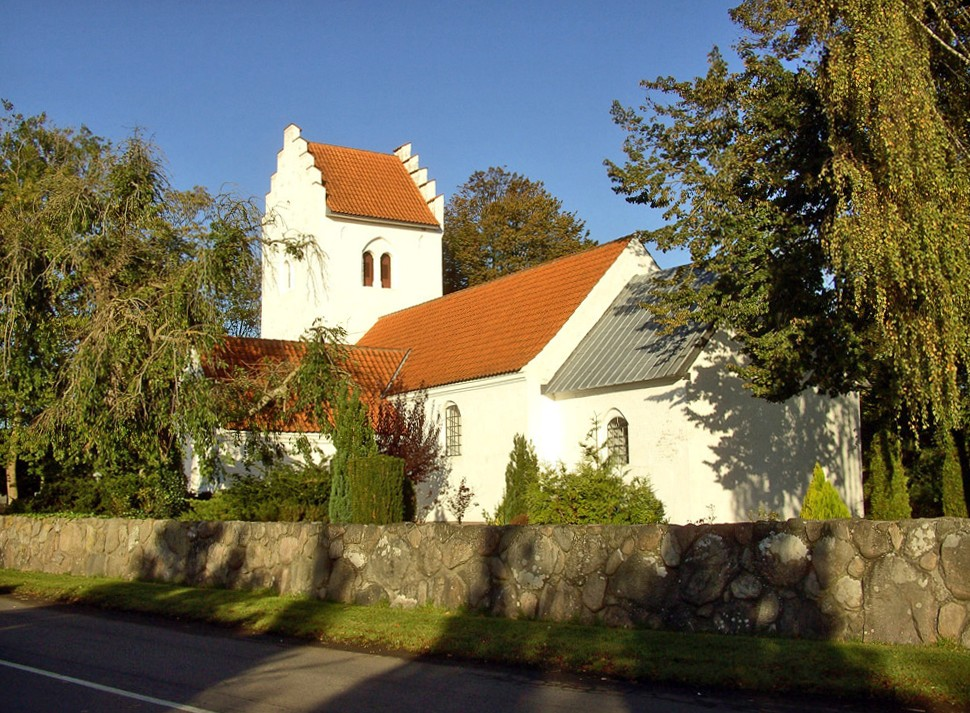
Kirche von Veggerslev

Die um 1200 errichtete, weiße Kirche von Veggerslev ist ein romanischer Bau, der aus behauenen Granit-Quadern errichtet wurde. Der Turm und die Kirchenvorhalle sind spätgotische Anbauten. Die Kirche liegt nördlich von Grenaa auf der Halbinsel Djursland, das den östlichen Teil von Jütland in Dänemark bildet.
An der südöstlichen Ecke des Kirchenschiffes der Landkirche ist der Kopf einer männlichen Person in das Außenmauerwerk eingelassen. Eventuell handelt es sich um eine  Christusdarstellung, die Aussätzigen als Altarbild diente. Im Chor befindet sich eine Maueröffnung, durch die Aussätzige das Abendmahl gereicht bekamen.
Vom selben Künstler stammen Altar und Kanzel in schlichtem Renaissancestil. Das Taufbecken mit doppelter Knotenmusterzier und männlichen Köpfen an den Ecken des Fußes stammt aus der Werkstatt Horders (um 1180).